# 鷹

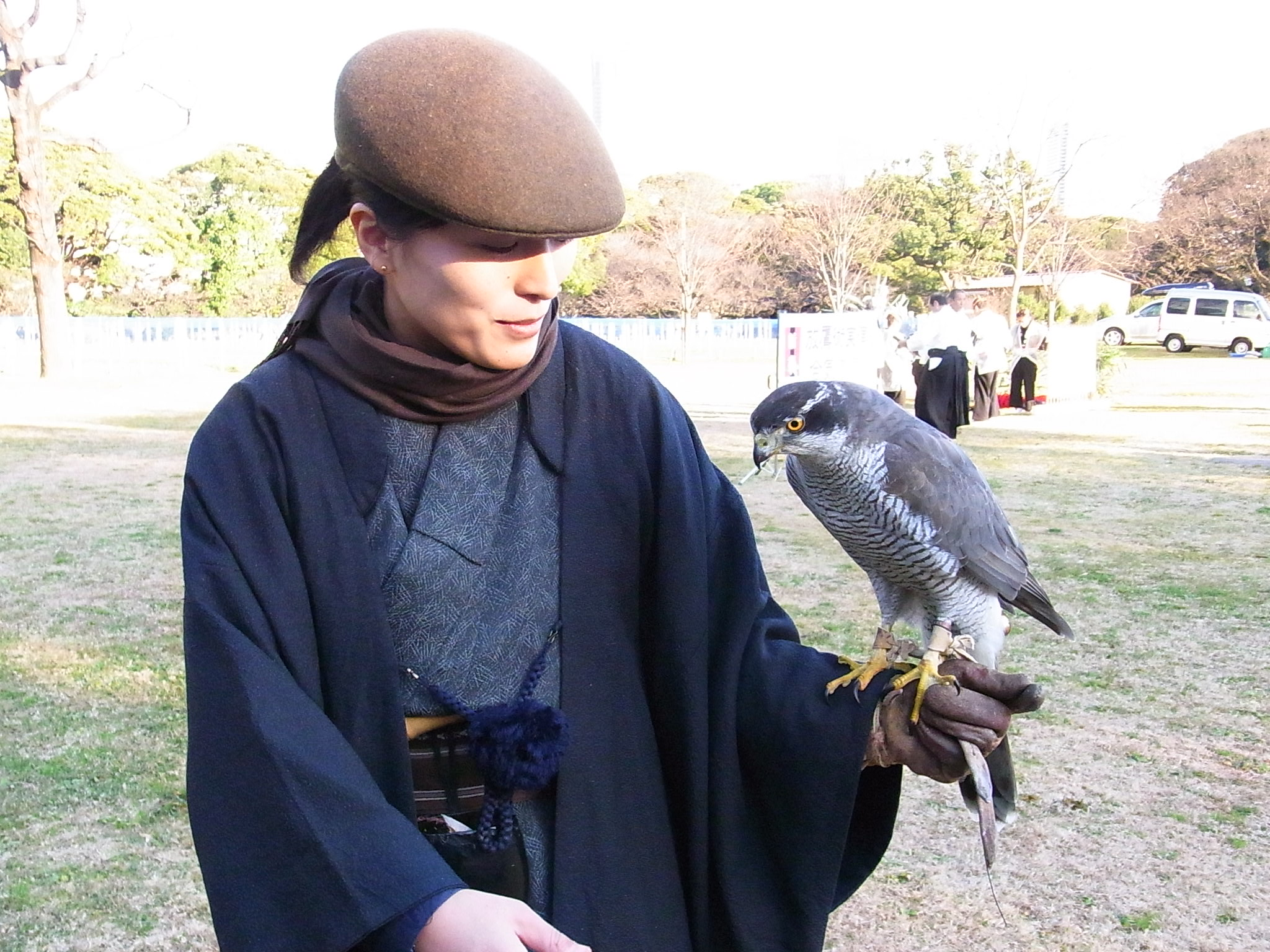
放鷹術実演（2010年1月2日撮影）

鷹（たか）とは、タカ目タカ科に属する鳥のうち比較的小さめのものを指す通称で、鳥類の一種である。
オオタカ、ハイタカ、クマタカなどの種がいる。タカ科に分類される種にて比較的大きいものをワシ（鷲,Eagle）、小さめのものをタカ（鷹, Hawk）と呼び分けているが、明確な区別ではなく慣習に従って呼び分けているに過ぎない。また大きさからも明確に分けられているわけでもない。例えばクマタカはタカ科の中でも大型の種であり大きさからはワシ類といえるし、カンムリワシは大きさはノスリ程度であるからタカ類といってもおかしくない。

## 人間との関わり

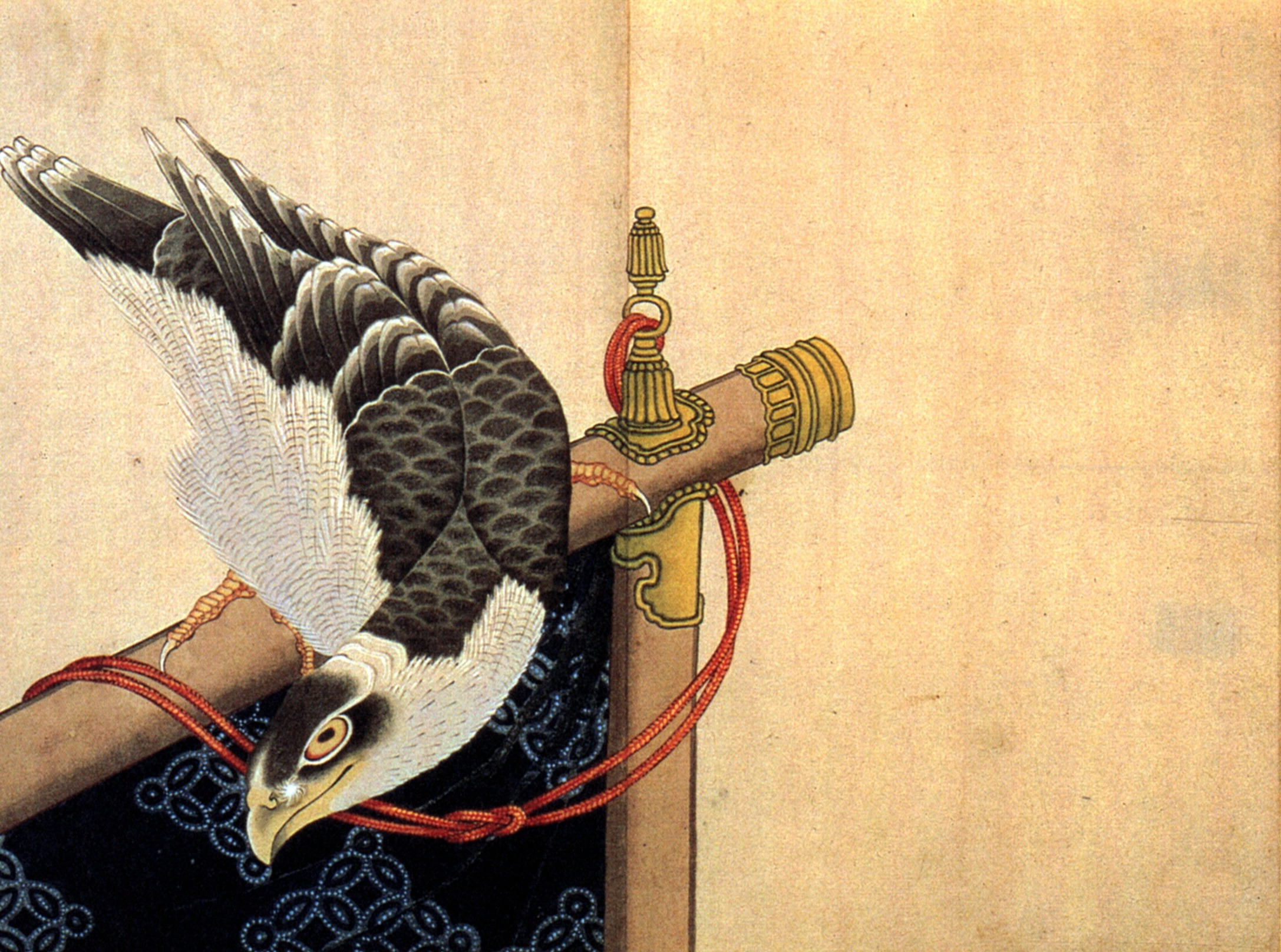
葛飾北斎『肉筆画帖 鷹』　全10図中の第2図。（長野県小布施町、北斎館所蔵）

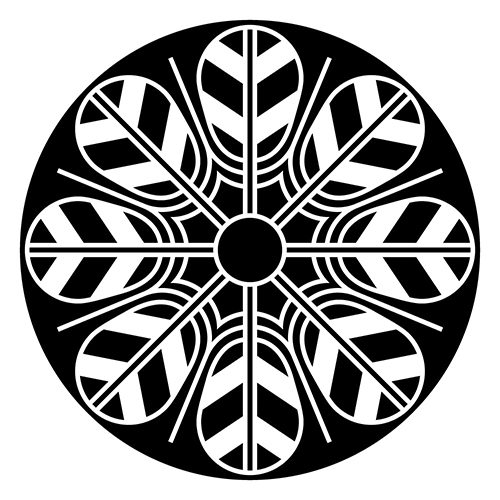
井上鷹の羽

- 縄文時代の遺跡からはタカ類の骨が発掘されており、当時は人間の食料であったと考えられている。
- 鷹の糞は「鷹矢白」（たかのくそ）として、医薬品として用いられたことが平安時代の医薬書である『本草和名』（ほんぞうわみょう）に記載されている。
- 鷹の羽などが、家紋として使用されている。
- 1996年（平成8年）3月28日発売の1000円普通切手の意匠に雪村周継の『松鷹図』が採用された。
- タカ科及びハヤブサ科の鳥は優れた狩猟の能力をもつため、古くから多くの国で厳しい訓練を施したうえで鷹狩に使われてきた。鷹狩では狩りによって鳥の種類が使い分けられた[1]。
- モンゴルや中央アジアの遊牧民の間では「鷹」という言葉が力ある者の象徴として人名に用いられた。トゥグリル・ベグの「トゥグリル」やオン・ハンの本名「トグリル」はいずれも鷹という意味である。
- イソップ寓話には『鷹と矢』という話がある。内容は、ある鷹が獲物の兎を狙おうと岩の上から目を凝らしていた。そこへ物陰に潜んでいた射手が矢を鷹目がけて放った。矢は心臓に突き刺さり鷹は倒れた。虫の息の鷹が矢の矢羽根を見ると、矢羽根は鷹の羽で作られていた、というもので「己を滅ぼす者は己である」といった教訓を導く話となっている。
- 長野県では昔、タカの捕獲が盛んだった。タカの巣から幼鳥などを捕獲したので「巣場」がつく地名がみられる。森巣場、右京巣場、日向巣場、麦草巣場、六助巣場、抜井巣場、善右衛門巣場、原小屋巣場、などである[2]。また、タカの眼球やタカの爪を煎じて飲むという伝統風習が長野県阿智村や喬木村にあった[3]。
- 鵜や鷹が獲物を探す様子に例えて、少しも見逃さずものを探し求める様子や、その目つきを表す慣用句に「鵜の目鷹の目」というのがある。

## 鷹を名称に用いたもの
鷹の「速く飛び、力強い」イメージから、航空機や電車、車など様々なものに「鷹」という名前、あるいは愛称が付けられている。
- プロ野球球団、福岡ソフトバンクホークスは鷹からチームの名称をとっている。また、チームマスコットの「ハリーホーク」も鷹を模している。
- 日本において鳥の名前に関係する市町村名は多いが、鷹は比較的少ない。代表的な都市に三鷹がある。日本全国に5つある鷹の字の入った市町村が集まり、自治体交流でホークスサミットが行われていた。
- 陸の乗り物
  - トヨタ自動車が販売している高級中型クロスオーバーSUVハリアーの車名の由来は、タカ科の鳥「チュウヒ」の英名「HARRIER」から。かつては、エンブレムもチュウヒを図案化したものを採用していた。
  - トヨタ車の名称としては、後にスプリンタートレノとなるクーペの名称案として「スプリンター鷹」があった。しかし販売サイドの要望や商標権など諸事情で没になった。[4]
  - 本田技研工業が発売していたオートバイ CB250TのサブネームはHAWKである。(他にもCB400T=HAWKⅡ、CB400N=HAWKⅢ等がある）
  - 住友ゴム工業(旧オーツタイヤ)のブランド｢FALKEN｣はドイツ語で鷹の意味である。
  - 2015年3月まで北越急行線を走っていた特別急行列車「はくたか」は在来線で国内最速を誇る特急列車であった。なお、名称に関しては北陸新幹線に受け継がれている。
- 飛行機
  - アメリカ海軍のA-4攻撃機の愛称はスカイホークである。また、E-2早期警戒機の愛称はホークアイ
  - 航空自衛隊の練習機T-1には、「初鷹」という愛称があった。
  - 世界で一番メジャーな軽飛行機、セスナ172は、スカイホークIIという愛称が付けられている。